# Omari Hardwick
Omari Hardwick, född 9 januari 1974 i Savannah, Georgia, är en amerikansk skådespelare.
Hardwick har bland annat medverkat i TV-serien Power (2014-2020). Han har även medverkat i filmerna Kick-Ass från 2010, Army of the Dead från 2021 och The Mother från 2023.
Han är onkel till Tyson Etienne.

## Filmografi (i urval)
- 2010: Kick-Ass
- 2014-2020: Power
- 2021: Army of the Dead
- 2023: The Mother